# Michel Najjar
Michel Najjar (arabisch ميشال نجار Mischāl Nadsch[dsch]ār, DMG Mīšāl Naǧǧār; * um 1970) ist ein libanesischer Hochschullehrer. Von Januar bis August 2020 war er Minister für öffentliche Arbeiten im Kabinett Diab.
Michel Najjar war an der Universität Balamand tätig, sowohl im akademischen als auch im administrativen Bereich, als Dekan für Wissenschaft und Technik und Vizepräsident für Verwaltungsentwicklung und öffentliche Angelegenheiten. Er war ab Juli 2019 Executive President der American University of Technology (AUT) und Dekan der Fakultät für Management. Am 21. Juni 2020 wurde er, als Vertreter der griechisch-Orthodoxen Bevölkerungsgruppe und benannt von der Marada-Bewegung, Minister für öffentliche Arbeiten und Transport im Kabinett von Hassan Diab.
Nach dem Rücktritt von Hassan Diab als Ministerpräsident am 10. August 2020 blieb der Minister bis zur Bildung eines neuen Kabinetts geschäftsführend im Amt.